# Atomosphyrus
Atomosphyrus  (лат.) — род аранеоморфных пауков из подсемейства Amycinae в семействе пауков-скакунов (Salticidae). Оба вида этого рода распространены в странах Южной Америки.

## Виды
- Atomosphyrus breyeri Galiano, 1966 — Аргентина
- Atomosphyrus tristiculus Simon, 1902 — Чили typus